# Позитроний
Позитроний (Ps) е система, състояща се от електрон и античастицата му – позитрон, свързани в екзотичен атом. Системата е нестабилна – двете частици се анихилират и произвеждат два или три гама кванта, в зависимост от съответните спинове. Орбитата и енергийните нива на частиците са подобни на тези на водородния атом. Поради много по-малките маси, обаче, честотите на спектралните линии са по-малко от половината на съответните водородни линии.
Продължителността на живота на позитрония във вакуум е:
{\displaystyle t_{0}={\frac {2\hbar }{m_{\mathrm {e} }c^{2}\alpha ^{5}}}=1.244\times 10^{-10}~\mathrm {s} .}
|  | Тази страница частично или изцяло представлява превод на страницата Positronium в Уикипедия на английски. Оригиналният текст, както и този превод, са защитени от Лиценза „Криейтив Комънс – Признание – Споделяне на споделеното“, а за съдържание, създадено преди юни 2009 година – от Лиценза за свободна документация на ГНУ. Прегледайте историята на редакциите на оригиналната страница, както и на преводната страница, за да видите списъка на съавторите. ВАЖНО: Този шаблон се отнася единствено до авторските права върху съдържанието на статията. Добавянето му не отменя изискването да се посочват конкретни източници на твърденията, които да бъдат благонадеждни. |